# Samuel Wowoah
Samuel Wowoah (* 17. Juni 1976 in Lindesberg) ist ein schwedisch-liberianischer Fußballspieler. Der linke Außenspieler gewann mit Djurgårdens IF mehrere nationale Titel.

## Werdegang
Wowoah begann mit dem Fußballspielen beim schwedischen Klub IFK Lindesberg. Über die Nachwuchsmannschaft von Örebro SK kam er nach vereinzelten Spieleinsätzen für die erste Mannschaft zum unterklassig antretenden Klub Hertzöga BK, ehe er sich 1998 dem Zweitligisten Motala AIF anschloss. Nach zwölf Toren in 24 Spielen in der Zweitligaspielzeit 1998 wechselte Wowoah vor der Spielzeit 1999 zu Djurgårdens IF in die Allsvenskan. Mit drei Saisontoren konnte er den Abstieg am Ende der Spielzeit nicht verhindern. An der Seite von Niclas Rasck, Magnus Pehrsson, Stefan Bärlin und Pierre Gallo war er in der anschließenden Zweitligaspielzeit mit zwölf Toren bester vereinsinterner Torschütze und trug entscheidend zum direkten Wiederaufstieg bei. 
Trotz des Aufstiegs wechselte Wowoah den Verein und schloss sich dem amtierenden Meister Halmstads BK an. Hier ließ er jedoch seine Torgefährlichkeit vermissen und fand sich alsbald auf der Ersatzbank wieder. Nach anderthalb Spielzeiten kehrte er daher im Sommer 2002 zu Djurgårdens IF zurück. In 18 Spielen bis zum Ende der Spielzeit 2002 trug er zum Gewinn des schwedischen Meistertitels bei. An der Seite von Johan Elmander, Andreas Isaksson, Kim Källström und Stefan Rehn stand er zudem in der Startformation im Endspiel um den schwedischen Landespokal gegen den Lokalrivalen AIK, nach 68. Minuten wurde er durch den späteren Siegtorschützen Louay Chanko ersetzt. Auch in der folgenden Spielzeit wirkte er in mehr als der Hälfte der Saisonspiele mit und verteidigte mit der Mannschaft den Meistertitel.
Im Februar 2004 einigten sich Djurgårdens IF und der norwegische Verein Stabæk Fotball auf einen Leihvertrag bis zum Ende des Jahres. Nach Ablauf der Leihfrist kehrte er nach Schweden zurück und unterschrieb einen Vertrag beim IFK Göteborg, der mit Arne Erlandsen seinen Trainer aus der Zeit in Norwegen verpflichtet hatte. Als Stammspieler an der Seite von Niclas Alexandersson, Fredrik Risp und Stefan Selakovic erreichte er mit dem Klub in der Spielzeit 2005 hinter seiner ehemaligen Spielstation Djurgårdens IF die Vizemeisterschaft. Im zweiten Jahr in 16 Spielen für den Klb auf dem Platz lehnte er am Ende des Jahres eine Vertragsverlängerung in Göteborg ab.
Wowoah versuchte sich erneut im Ausland und schloss sich dem zyprischen Klub Enosis Neon Paralimni an, bei der einen Ein-Jahres-Vertrag mit Option auf eine weitere Halbserie unterschrieb. Nach Ablauf des Vertrags kehrte er Anfang 2008 nach Schweden zurück. Neuer Verein wurde seine erste Profistation Örebro SK. In der Spielzeit 2008 bestritt er alle 30 Saisonpartien und war auch in der Folgezeit Stammkraft. Daher verlängerte der Klub im Sommer 2010 seinen Vertrag vorzeitig bis Ende 2012.

## Erfolge
Djurgårdens
- Schwedischer Meister: 2002, 2003
- Schwedischer Pokalsieger: 2002